# Blinda äkta män
Blinda äkta män (engelska: The Devil's Pass key) är en amerikansk drama-stumfilm från 1920. Filmen är regisserad av Erich von Stroheim, som även skrivit manus. New York Times kallade filmen för "En av årets bästa fotodramatiska produktioner".

## Rollista (i urval)
- Sam De Grasse – Warren Goodwright
- Una Trevelyn – Grace Goodwright
- Clyde Fillmore – Captain Rex Strong
- Maude George – Renée Malot
- Leo White – Amadeus Malot
- Mae Busch – La Belle Odera
- Jack Mathis – Count De Trouvere
- Ruth King – Yvonne (hans fru)
- Albert Edmondson – Alphonse Marior
- Edward Reinach – Regissör för Theatre Français